# Strigota seducens
Strigota seducens är en skalbaggsart som beskrevs av Thomas Casey 1910. Strigota seducens ingår i släktet Strigota och familjen kortvingar. Inga underarter finns listade i Catalogue of Life.